# Industrial Control System
Das industrielle Kontrollsystem, eine Übersetzung des Begriffs Industrial Control System (ICS) ist ein allgemeiner Begriff, der mehrere Arten von Kontrollsystemen und die dazugehörige Instrumentierung für die industrielle Prozesskontrolle umfasst.
Solche Systeme können von einigen wenigen modularen Schalttafelsteuerungen bis hin zu großen, miteinander verbundenen und interaktiven verteilten Steuerungssystemen mit vielen tausend Feldanschlüssen reichen. Alle Systeme empfangen Daten von entfernten Sensoren, die Prozessgrößen (PVs) messen, diese mit den gewünschten Sollwerten (SPs) vergleichen und Befehlsfunktionen ableiten, mit denen ein Prozess über die Stellglieder (FCEs), beispielsweise Regelventile, gesteuert wird.
Die größeren Systeme werden in der Regel durch Supervisory Control and Data Acquisition (SCADA)-Systeme oder verteilte Steuerungssysteme (DCS) und speicherprogrammierbare Steuerungen (SPS) realisiert, obwohl SCADA- und SPS-Systeme bis auf kleine Systeme mit wenigen Regelkreisen skalierbar sind. Solche Systeme werden in Branchen wie der chemischen Verarbeitung, der Zellstoff- und Papierherstellung, der Energieerzeugung, der Öl- und Gasverarbeitung und der Telekommunikation umfassend eingesetzt. Häufig zählen diese Systeme zu den kritischen Infrastrukturen (KRITIS).